# Помазатин
Помазатин (алб. Pomozotini/Mesbardhi) је насеље у општини Косово Поље на Косову и Метохији. Атар насеља се налази на територији катастарске општине Помазатин површине 275 ha. Село се први пут помиње у турском попису из 1455. године као „Бомазадин“, са 10 српских кућа.

## Историја
По предању, Помазатин је некада био на десној страни Дренице, где се и сад налазе трагови насеља. Не зна се кад се раселио, јер садашњи Помазатин на левој страни реке је новијег доба. Постао је као колонија Черкеза 1864. Кад се Србија у рату 1877-78. ослобођењем Топлице приближила Косову, Черкези су продали имања и иселили се у дубљу унутрашњост Турске. Њихова имања је управо купио Осман-ага Ђаковац из Приштине и на њима настанио мухаџире (5 кућа) из Блаца у Топлици за чифчије. И ти су се мухаџири иселили у Турску (1913), а на њихова места господар чифлика настанио друге мухаџире беземљаше. По првом светском рату село је добило известан број колонистичких кућа.
Године 1937. у Помазатину је подигнута нова црква Светог Илије.
Током Другог светског рата српску цркву у селу Помазатин су опљачкали и демолирали Албанци.

## Порекло становништва по родовима
Подаци о пореклу становништва из тридесетих година XX века.
Колонисти
из Лике
- Бањеглавићи (2 к.) 1921. и Кнежевићи (2 к.) 1924. из Прокика.
- Маравићи (2 к.) 1921. и Трбовићи (2 к.) 1921. из Дрежнице.
- Царић (1 к.) и Петровић (1 к.) 1921. из Глине.
- Тојагић (1 к.) 1921, Сурла (1 к.) 1921, Грубишић (1 к.) 1921, Цвјетковић (1 к.) 1921. Кривокућа, (1 к.) 1923. и Јакшић (2 к.) 1924. из Грачаца.

из Босне
- Гверић (1 к.) 1921.

из Срема
- Амиџић (1 к.) 1921.

Албански родови
- Гргур (1 к.), од фиса Краснића. Мухаџир је из Гргура (Топлица), живео у В. Белаћевцу, а у Помазатин пресељен за бугарске окупације у првом светском рату.
- Ћућал (1 к.), од фиса Краснића. Мухаџир је из Чучула (Топлица), живео у Бесињу, а у Помазатин пресељен 1919.
- Симниц (2 к.), од фиса Шаље. Мухаџир је из Сибнице (Топлица), живео у Енцу и Грабовцу. У Помазатин пресељен 1913.
- Меан (1 к.), од фиса Гаша. Мухаџир је из Механа, живео у Лабу, а у Помазатин досељен 1914.
- Таврљан (4 к.), од фиса Гаша. Мухаџир је из Товрљана, живео у Бабином Мосту. У Помазатин пресељен 1923.
- Маврић (2 к.), од фиса Сопа. Мухаџир је из Маврића (на граници Топлице и Лаба), живео у В. Белаћевцу. У Помазатин пресељен 1913.

## Демографија
Насеље има албанску етничку већину.
| Година       | 1948 | 1953 | 1961 | 1971 | 1981 | 1991 |
| ------------ | ---- | ---- | ---- | ---- | ---- | ---- |
| Становништво | 174  | 188  | 218  | 319  | 455  | 559  |

|  |